# Veliko Gradište
Veliko Gradište (izvirno srbsko Велико Градиште) je mesto v Srbiji, ki je središče istoimenske občine; slednja pa je del Braničevskega upravnega okraja. Leži na desnem bregu reke Donave in levem bregu reke Pek. Leta 2011 je imelo mesto skupno 6.204, občina pa 17.610 prebivalcev.

## Zgodovina
V regiji so  pred rimsko osvojitvijo Balkana v 1. stoletju p. n. št. živeli Tračani in Dačani, mesto pa je bilo imenovano Pincum, v provinci Zgornja Mezija. 

## Geografija
Mesto leži v severovzhodnem delu Srbije in spada v Podonavje. Od Beograda je oddaljeno 120 km. Meji na občine Požarevac, Malo Crniće in prek Donave na Rumunijo. Lega na srbsko-romunski meji povečuje turistično vrednost Velikega Gradišta. Druga pomembna komponenta je bližina Đerdapske soteske s hidroenergetskim velikanom Džerdapom. Tretji, zelo pomemben podatek je, da se le 3,5 km od Velikega Gradišta nahaja Srebrno jezero, ki je s cestnim omrežjem dobro povezano z drugimi deli regije. Velikogradiščanski pomol sprejema ladje vseh velikosti in namembnosti – od prestižnih turističnih do transportnih bark. Skozi manjši del občine poteka tudi železniška proga.

## Naselja v občini Veliko Gradište
Občina poleg mesta Veliko Gradište obsega še naslednja naselja:
- Biskuplje
- Veliko Gradište
- Garevo
- Desine
- Doljašnica
- Đurakovo
- Zatonje
- Kamijevo
- Kisiljevo
- Kumane
- Kurjače
- Kusiće
- Ljubinje
- Majilovac
- Makce
- Ostrovo
- Pečanica
- Požeženo
- Popovac
- Ram
- Sirakovo
- Srednjevo
- Topolovnik
- Tribrode
- Carevac
- Češljeva Bara

## Demografija
V naselju živi 4438 polnoletnih prebivalcev, pri čemer je njihova povprečna starost 38,1 leta (36,7 pri moških in 39,4 pri ženskah). Naselje ima 1888 gospodinjstev, pri čemer ima povprečno gospodinjstvo tri člane.To naselje je, glede na rezultate popisa iz leta 2002, večinoma srbsko.
| Etnična sestava po popisu iz leta 2002 | Etnična sestava po popisu iz leta 2002 | Etnična sestava po popisu iz leta 2002 | Etnična sestava po popisu iz leta 2002 | Etnična sestava po popisu iz leta 2002 |
| -------------------------------------- | -------------------------------------- | -------------------------------------- | -------------------------------------- | -------------------------------------- |
| Srbi                                   | Srbi                                   |                                        | 5.148                                  | 90,98%                                 |
| Romi                                   | Romi                                   |                                        | 141                                    | 2,49%                                  |
| Vlahi                                  | Vlahi                                  |                                        | 81                                     | 1,43%                                  |
| Jugoslovani                            | Jugoslovani                            |                                        | 39                                     | 0,68%                                  |
| Črnogorci                              | Črnogorci                              |                                        | 32                                     | 0,56%                                  |
| Romuni                                 | Romuni                                 |                                        | 29                                     | 0,51%                                  |
| Hrvati                                 | Hrvati                                 |                                        | 14                                     | 0,24%                                  |
| Madžari                                | Madžari                                |                                        | 9                                      | 0,15%                                  |
| Makedonci                              | Makedonci                              |                                        | 8                                      | 0,14%                                  |
| Slovenci                               | Slovenci                               |                                        | 5                                      | 0,08%                                  |
| Ukrajinci                              | Ukrajinci                              |                                        | 4                                      | 0,07%                                  |
| Muslimani                              | Muslimani                              |                                        | 4                                      | 0,07%                                  |
| Rusi                                   | Rusi                                   |                                        | 3                                      | 0,05%                                  |
| Slovaki                                | Slovaki                                |                                        | 2                                      | 0,03%                                  |
| Nemci                                  | Nemci                                  |                                        | 2                                      | 0,03%                                  |
| Neznano                                | Neznano                                |                                        | 90                                     | 1,59%                                  |